# Kongregace dcer Božské lásky

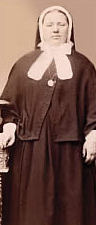
Františka Lechnerová

Kongregace Dcer Božské Lásky (lat.: Congregatio Filiae Divinae Caritatis, zkratka: FDC) je ženská římskokatolická řeholní kongregace založená služebnicí Boží Matkou Františkou Lechnerovou 21. listopadu 1868 ve Vídni. Kongregace Dcer Božské Lásky se zprvu starala o dívky, které přišly za prací do města, poté o opuštěné děti a sirotky. V současné době je kongregace mezinárodním řeholním institutem papežského práva a  má 908 sester, je rozšířená v celém světě. Do českých zemí přišly sestry v roce 1870 (do Opavy).

## Země kde kongregace působí
- Afrika
- Albánie
- Anglie
- Bolívie
- Bosna a Hercegovina
- Brazílie
- Česko
- Chorvatsko
- Itálie
- Kosovo
- Maďarsko
- Německo
- Polsko
- Rakousko
- Severní Makedonie
- Slovensko
- Spojené státy americké
- Ukrajina